# Europamästerskapet i ishockey för damer 1993
Europamästerskapet i ishockey för damer 1993 spelades 22–27 mars 1993. IIHF införde ett nytt system, med A- och B-turnering samt upp- och nedflyttningsspel.
De tio främsta från 1991 års turnering kvalade in till A-turneringen i Esbjerg, Danmark, i B-turneringen hamnade övriga lag samt Ukraina, vilka gjorde sin första turnering.

## Grupp A

### Lag och format
De sex lagen, vilka kvalificerade sig genom att hamna bland de sex främsta i 1991 års turnering, var:
- Danmark
- Finland
- Tyskland
- Norge
- Schweiz
- Sverige

Lagen delades in i två trelagsgrupper. Där möttes alla en gång. Lagen mötte därefter det likaplacerade laget i motsatta grupp (ettorna i final, tvåorna i match om tredje pris och så vidare).

### Första omgången

#### Grupp 1

##### Slutställning
| Placering | Lag     | Spelade | Vinster | Oavgjorda | Förluster | Gjorda mål | Insläppta mål | Målskillnad | Poäng |
| --------- | ------- | ------- | ------- | --------- | --------- | ---------- | ------------- | ----------- | ----- |
| 1.        | Finland | 2       | 2       | 0         | 0         | 25         | 4             | +21         | 4     |
| 2.        | Norge   | 2       | 1       | 0         | 1         | 8          | 10            | -2          | 2     |
| 3.        | Schweiz | 2       | 0       | 0         | 2         | 3          | 22            | -19         | 0     |

##### Resultat
| 24 mars 1993 | Norge | 5 – 2 ( 1 − 2 , 2 − 0 , 2 − 0 ) | Schweiz | Esbjerg |

|  |  |  |  |  |  |
|  |  |  |  |  |  |

| 25 mars 1993 | Finland | 17 – 1 ( 10 − 0 , 1 − 0 , 6 − 1 ) | Schweiz | Esbjerg |

|  |  |  |  |  |  |
|  |  |  |  |  |  |

| 26 mars 1993 | Finland | 8 – 3 ( 2 − 1 , 4 − 0 , 2 − 2 ) | Norge | Esbjerg |

|  |  |  |  |  |  |
|  |  |  |  |  |  |

#### Grupp 2

##### Slutställning
| Placering | Lag      | Spelade | Vinster | Oavgjorda | Förluster | Gjorda mål | Insläppta mål | Målskillnad | Poäng |
| --------- | -------- | ------- | ------- | --------- | --------- | ---------- | ------------- | ----------- | ----- |
| 1.        | Sverige  | 2       | 2       | 0         | 0         | 16         | 3             | +13         | 4     |
| 2.        | Tyskland | 2       | 1       | 0         | 1         | 9          | 14            | -5          | 2     |
| 3.        | Danmark  | 2       | 0       | 0         | 2         | 4          | 12            | -8          | 0     |

##### Resultat
| 24 mars 1993 | Tyskland | 6 – 4 ( 2 − 3 , 0 − 1 , 4 − 0 ) | Danmark | Esbjerg |

|  |  |  |  |  |  |
|  |  |  |  |  |  |

| 25 mars 1993 | Sverige | 10 – 3 ( 3 − 0 , 2 − 2 , 5 − 1 ) | Tyskland | Esbjerg |

|  |  |  |  |  |  |
|  |  |  |  |  |  |

| 26 mars 1993 | Sverige | 6 – 0 ( 3 − 0 , 1 − 0 , 2 − 0 ) | Danmark | Esbjerg |

|  |  |  |  |  |  |
|  |  |  |  |  |  |

### Placeringsmatcher

#### Placering 5-6
| 27 mars 1993 | Schweiz | 4 – 1 ( 0 − 0 , 3 − 1 , 1 − 0 ) | Danmark | Esbjerg |

|  |  |  |  |  |  |
|  |  |  |  |  |  |

#### Match om tredje pris
| 27 mars 1993 | Norge | 6 – 3 (1 − 1, 3 − 1, 2 − 1) | Tyskland | Esbjerg |

|  |  |  |  |  |  |
|  |  |  |  |  |  |

#### Final
| 27 mars 1993 | Finland | 8 – 2 ( 3 − 2 , 3 − 0 , 2 − 0 ) | Sverige | Esbjerg |

|  |  |  |  |  |  |
|  |  |  |  |  |  |

## Grupp B

### Lag och format
De fem lag som deltog i B-turneringen var:
- Tjeckien
- Frankrike
- Storbritannien
- Lettland
- Ukraina

Lagen delades in i en grupp där alla mötte alla, och inga utslagsmatcher spelades.

### Slutspel

#### Slutställning
| Placering | Lag            | Spelade | Vinster | Oavgjorda | Förluster | Gjorda mål | Insläppta mål | Målskillnad | Poäng |
| --------- | -------------- | ------- | ------- | --------- | --------- | ---------- | ------------- | ----------- | ----- |
| 1.        | Lettland       | 4       | 3       | 0         | 1         | 10         | 5             | +5          | 6     |
| 2.        | Tjeckien       | 4       | 2       | 1         | 1         | 8          | 6             | +2          | 5     |
| 3.        | Frankrike      | 4       | 2       | 0         | 2         | 13         | 9             | +4          | 4     |
| 4.        | Storbritannien | 4       | 1       | 1         | 2         | 4          | 11            | -7          | 3     |
| 5.        | Ukraina        | 4       | 1       | 0         | 3         | 1          | 5             | -4          | 2     |

#### Resultat
| 22 mars 1993 | Lettland | 4 – 3 ( 2 − 0 , 1 − 1 , 1 − 2 ) | Frankrike | Kiev |

|  |  |  |  |  |  |
|  |  |  |  |  |  |

| 22 mars 1993 | Tjeckien | 3 – 0 ( 1 − 0 , 1 − 0 , 1 − 0 ) | Ukraina | Kiev |

|  |  |  |  |  |  |
|  |  |  |  |  |  |

| 23 mars 1993 | Lettland | 3 – 1 ( 1 − 0 , 0 − 0 , 2 − 1 ) | Tjeckien | Kiev |

|  |  |  |  |  |  |
|  |  |  |  |  |  |

| 23 mars 1993 | Storbritannien | 1 – 0 ( 1 − 0 , 0 − 0 , 0 − 0 ) | Ukraina | Kiev |

|  |  |  |  |  |  |
|  |  |  |  |  |  |

| 24 mars 1993 | Frankrike | 7 – 2 ( 3 − 1 , 3 − 0 , 1 − 1 ) | Storbritannien | Kiev |

|  |  |  |  |  |  |
|  |  |  |  |  |  |

| 25 mars 1993 | Ukraina | 1 – 0 ( 0 − 0 , 1 − 0 , 0 − 0 ) | Lettland | Kiev |

|  |  |  |  |  |  |
|  |  |  |  |  |  |

| 26 mars 1993 | Lettland | 3 – 0 ( 1 − 0 , 2 − 0 , 0 − 0 ) | Storbritannien | Kiev |

|  |  |  |  |  |  |
|  |  |  |  |  |  |

| 26 mars 1993 | Tjeckien | 3 – 2 ( 1 − 1 , 2 − 0 , 0 − 1 ) | Frankrike | Kiev |

|  |  |  |  |  |  |
|  |  |  |  |  |  |

| 27 mars 1993 | Tjeckien | 1 – 1 ( 1 − 1 , 0 − 0 , 0 − 0 ) | Storbritannien | Kiev |

|  |  |  |  |  |  |
|  |  |  |  |  |  |

| 27 mars 1993 | Frankrike | 1 – 0 ( 1 − 0 , 0 − 0 , 0 − 0 ) | Ukraina | Kiev |

|  |  |  |  |  |  |
|  |  |  |  |  |  |

## Slutställning
| Placering | Lag            | Noterbart                                 |
| --------- | -------------- | ----------------------------------------- |
|           | Finland        | Kvalificerade för världsmästerskapet 1994 |
|           | Sverige        | Kvalificerade för världsmästerskapet 1994 |
|           | Norge          | Kvalificerade för världsmästerskapet 1994 |
| 4.        | Tyskland       | Kvalificerade för världsmästerskapet 1994 |
| 5.        | Schweiz        | Kvalificerade för världsmästerskapet 1994 |
| 6.        | Danmark        | Nedflyttade till 1995 ås B-turnering      |
| 7.        | Lettland       | Uppflyttade till 1995 års A-turnering     |
| 8.        | Tjeckien       |                                           |
| 9.        | Frankrike      |                                           |
| 10.       | Storbritannien |                                           |
| 11.       | Ukraina        |                                           |